# Geschichte der Nordstadt von Hannover
Die Geschichte der Nordstadt von Hannover beschreibt die Geschichte des hannoverschen Stadtteils Nordstadt.

## Entstehung

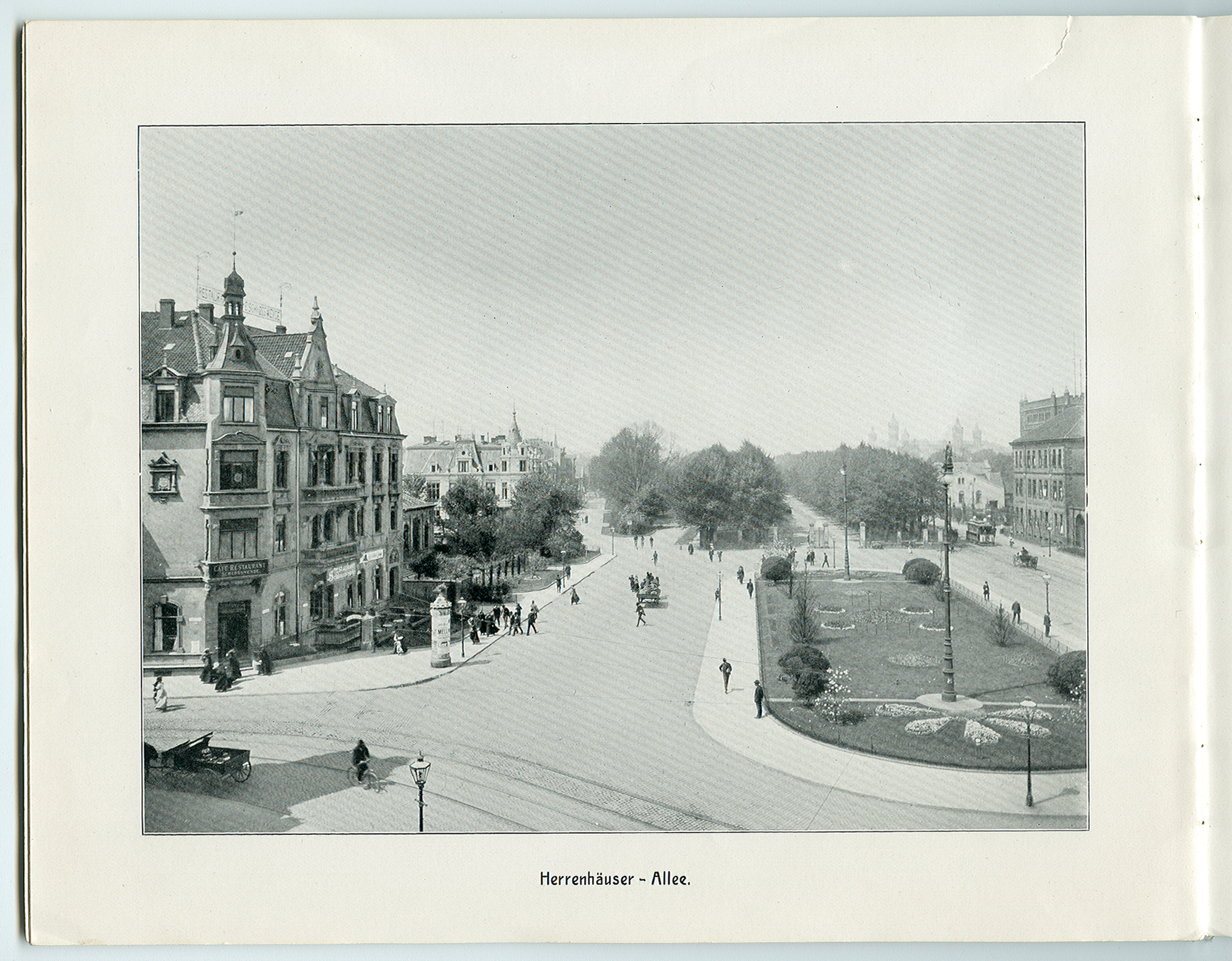
Links Café und Restaurant Schlosswende am Königsworther Platz um 1900

An die mittelalterlichen Wüstungen im Gebiet der heutigen Nordstadt erinnern nur noch die Straßennamen „Am Puttenser Felde“ und die „Schöneworth“.
Die heutige Nordstadt hat sich aus der „Steintor-Gartengemeinde“ entwickelt, einer einst zum Amt Langenhagen gehörigen, ländlich strukturierten Verwaltungseinheit, die 1793 zum Amt Hannover kam. Eine Keimzelle des heutigen Stadtteils erkennt man noch rund um den um 1650 angelegten Alten Jüdischen Friedhof, wo mit der 1742 gegründeten „königlich privilegierten Wachstuchmacherey vor dem Steinthore“ Hannovers ältester Industriebetrieb entstand. Hier steht auch Hannovers letztes erhaltenes Gartenhaus, ein klassizistischer Fachwerkbau von 1820 und zugleich das älteste Haus der Nordstadt.
1829 wurde eine Gliederung der Steintor-Gartengemeinde in acht Ortschaften (Königsworth, Schloßwende, Nordfeld, Fernrode, Vorort, Ostwende, Bütersworth und Westwende) vorgenommen.

## Eingemeindung
Die Steintor-Gartengemeinde wurde 1843 zusammen mit den sechs Ortschaften der Aegidientor-Gartengemeinde (Kirchwende, Bult, Kleefeld, Heidorn, Tiefenriede und Emmerberg) zur Vorstadt Hannover vereinigt und 1859 nach Hannover eingemeindet.
Zuvor hatte sich am Engelbosteler Damm schon 1837 das Farbengeschäft Hornemann (Hornemannweg) niedergelassen, aus dem sich später die Pelikanwerke entwickelten.
Die Ansiedlung von Industriebetrieben ging vor allem einher mit der Anlage der Bahnstrecke Hannover–Minden: Kurz nach der Fertigstellung der 1847 entstandenen Bahnhofsgebäude in Hannover waren diese bereits zu klein. Ein neuer „Produktenbahnhof“ (der spätere Hauptgüterbahnhof Hannover) musste her. Zugleich baute man bis 1870 im Dreieck zwischen Hannovers erster Eisenbahnunterführung am Ende des Engelbosteler Damms und der Kopernikusstraße einen Rangierbahnhof. Hieran erinnern erhaltene Anlagen rund um die alte Ladestraße.
Mit der Gleisanbindung zogen 1858 die Geldschrankfabrik Bode (Bodestraße) und 1879 die bald marktführende Feinkostfabrik Appel an den Engelbosteler Damm. Zum Fabrikgelände mit dem von Änne Koken entwickelten Hummer-Logo führt noch immer ein Gleisrest vom Knick der Straße Vordere Schöneworth.
Schon um 1858 bereite die Suche nach einem Platz für den Neuen Jüdischen Friedhof erhebliche Probleme, da „nur noch ganz wenige Teile des vorstädtischen Gebietes ganz frei von Ansiedlungen seien“.
Die planlose Bebauung an den alten Wegführungen beiderseits des Engelbosteler Damms zeigt sich in Teilen noch in einer unregelmäßigen Ansiedlung von Landarbeiterhäuschen und kleinen Handwerksbetrieben. Kleinstädtische, beinahe ländliche Bauten, teils noch aus den 1860er-Jahren, haben sich vereinzelt erhalten am Engelbosteler Damm, in der Heisenstraße, An der Strangriede und in der Oberstraße. Die Bausubstanz dieser Zeit zeigt sich beispielhaft am symmetrischen Fassadenaufriss des zweigeschossigen Hauses Heisenstraße 31, das von jüngeren, höheren Mietshäusern des späten 19. Jahrhunderts eingerahmt wird.
Nachdem die Einwohnerzahl zwischen dem Dorf Hainholz und der ehemaligen Stadtgrenze von Hannover im heutigen Gebiet der Nordstadt auf über 7.000 Menschen angestiegen war, genehmigte das königliche Ministerium die Gründung einer neuen evangelisch-lutherischen Gemeinde. Als Gotteshaus diente ab dem 28. August 1859 übergangsweise die Nikolaikapelle am Klagesmarkt. Nach langen Diskussionen und der Einsicht, dass die Gemeinde kaum Mittel für einen Kirchenbau aufbringen konnte, schüttete man am nördlichen Ende des Klagesmarkts den inzwischen versandeten „Ochsenpump“ zu und baute mit dem Geld und unter dem Patronat von König Georg V. 1859–1864 die Christuskirche, die als Residenzkirche nahezu gleichzeitig mit dem Welfenschloss entstand.
Nach der Schlacht bei Langensalza 1866 und der Annexion des Königreichs Hannover durch Preußen wurde nun noch verstärkt auch das Militär zum bestimmenden Wirtschaftsfaktor in der Nordstadt. Anstelle der vorgesehenen Paläste rund um Königsworther Platz, Georgengarten und Welfenschloss für den Hofstaat der an den Wiener Hof geflohenen Familie Georg V. sollten nun weitere Militäreinrichtungen und Fabriken entstehen.
Vier der zahlreichen Kasernen der Garnisonsstadt, die sich über die ganze Stadt verteilten, lagen auf dem Gebiet der Nordstadt. Nach der schon in den 1850er-Jahren errichteten königlichen Garde du Corps Caserne am Königsworther Platz wurde 1885–1888 eine weitere Ulanenkaserne der nun Preußischen Provinz Hannover als dreiflügelige Anlage an der „Militärstraße“ (heute Appelstraße 7) errichtet, von dem sich der langgestreckte Pferdestall erhalten hat. Gegenüber, neben dem neuen Nikolai-Friedhof, lag das Train-Depot des 10. Train-Bataillons, dessen Kaserne direkt an der Bahnlinie am Möhringsberg lag.
Das leerstehende Welfenschloss wurde, nach einem Intermezzo als Hilfslazarett während des Krieges gegen Frankreich 1871, bis 1879 umgebaut für die Technische Hochschule.
Unweit davon bezog die 1843 gegründete Geschäftsbücherfabrik J. C. König & Ebhardt in den 1880er-Jahren einen Neubau an der Schlosswender Straße.
Und schließlich bezog 1895 auch die Schokoladenfabrik Sprengel ihren dann stetig erweiterten Neubau in der Schaufelder Straße, der sich bald bis in den Knick der Glünderstraße ausbreiten sollte.
Der Kofferfabrik gegenüber, ebenfalls in der Schaufelder Straße, sind die Gebäude des Aufzugherstellers Hävemeyer & Sander, der 1974 an die Firma Kone verkauft wurde, neuen Nutzungen im Stadtteil zugeführt worden.
Zwischen 1890 und 1903 wurden insgesamt sechs Schulen in der Nordstadt gebaut und von 1897 bis 1900 schließlich die Feuerwache durch den Architekten Otto Ruprecht.
Am 27. August 1891 war die Grundsteinlegung für das neue Städtische Krankenhaus I, das heutige Klinikum Nordstadt. Es wurde nach Plänen von Paul Rowald im Pavillonstil erbaut. Am 31. Januar 1895 wurde der Bau übergeben, am 1. Februar war die Einweihung. Die Baukosten betrugen drei Millionen Mark.
1898 wurde durch die Hannoveraner Emil Berliner und Joseph Berliner die Deutsche Grammophon Gesellschaft gegründet; in der Kniestraße wurden die ersten Schallplatten der Welt fabriziert. In der dortigen J. Berliner Telephon-Fabrik vertrieben die Brüder den Hackethal-Draht durch die von ihnen gegründete Hackethal-Draht-Gesellschaft mbH.
Bis zum Ausbruch des Ersten Weltkriegs erlebte die Nordstadt einen rasanten Anstieg ihrer Bevölkerungszahl, der eine sehr dichte geschlossene Blockbebauung notwendig machte.

## Entwicklung nach dem Ersten Weltkrieg
Der Erste Weltkrieg brachte einen großen Rückschritt. Viele der hier angesiedelten kleinen Fuhrunternehmen mussten wegen Auftragsmangels schließen. Der Wegfall preiswerter Importe aus den deutschen Kolonien und die galoppierende Inflation belastete die hier ansässige Konsumgüterindustrie (Sprengel).
Die Lebensumstände der „Kleinen Leute“ in der Nordstadt, von der Weimarer Republik über das „Deutsche Jungvolk“ (Pimpfe), die „Hitlerjugend“ und den Nöten bis zum Jahr 1946 beschreibt das Buch „Die Leute vom Damme“. Es beinhaltet die Kindheitserinnerungen des hier aufgewachsenen Spiegel-Mitbegründers und späteren Herausgebers des Manager Magazins Leo Brawand.
Am 25. März 1945 vormittags wurde die Nordstadt in einem beinahe zweieinhalbstündigen Großangriff zerstört: Durch die Luftangriffe auf Hannover wurde vor allem das Gebiet östlich des Engelbosteler Damms zerstört, bedingt durch unmittelbare Nähe zum Hauptgüterbahnhof Hannover und die angrenzende Continental AG. Die Fliegerbomben sollten vor allem die kriegswichtige Gummiproduktion und die Transportmöglichkeiten der Eisenbahn treffen.

## Entwicklung nach dem Zweiten Weltkrieg
Der Wiederaufbau in den 1950er Jahren zeigte anfangs große wirtschaftliche Erfolge, die mit einem erneuten Anstieg der Bevölkerungszahl einhergingen. Ab 1972 setzte ein schleichender wirtschaftlicher Niedergang ein, der zu zahlreichen Firmenschließungen und Arbeitsplatzverlusten führte. Lediglich die Universität konnte ihren dominierenden Einfluss auf den Stadtteil weiter ausbauen.
Im Zuge der Umnutzung des ehemaligen Hauptgüterbahnhofs werden auf dem großen Brachgelände zwischen Bahnstrecke und der neu geschaffenen Gertrud-Knebusch-Straße Gewerbebauten errichtet. Die umgebauten Hallen beherbergen heute Lebensmittelgroßhandel und Sporteinrichtungen. Vor allem im nördlichen Bereich zwischen Weidendamm und Engelbosteler Damm haben sich kleine und mittelständische Unternehmen gehalten. Hier finden sich auch mehrere Moscheen verschiedener Religionsgruppen.
Um dem Verfall der alten Bausubstanz entgegenzuwirken und den Stadtteil insbesondere für junge Familien wieder attraktiver zu machen, wurde 1985 ein umfangreiches Stadtteilsanierungsprogramm gestartet. Im Zuge dieser Maßnahmen kam es auch zu spekulativen Grundstücksverkäufen und gewalttätigen Auseinandersetzungen mit Hausbesetzern aus der autonomen Szene, die sich dadurch in der Nordstadt mehrere Zentren erkämpft haben. Besonders bei den Chaostagen 1995 war die Nordstadt mit dem Sprengelgelände im Zentrum ein Schauplatz der Auseinandersetzungen zwischen Punks und Polizei.